# Condado de Iredell
O Condado de Iredell é um dos 100 condados do estado americano da Carolina do Norte. A sede do condado é Statesville, e sua maior cidade é Statesville. O condado possui uma área de 1 542 km² (dos quais 56 km² estão cobertos por água), uma população de 122 660 habitantes, e uma densidade populacional de 82 hab/km² (segundo o censo nacional de 2000). O condado foi fundado em 1788.